# Robert Broughton
Pour les articles homonymes, voir Broughton.
Robert "Bob" Broughton (17 septembre 1917 - 19 janvier 2009) était un artiste d'effets spéciaux américains. Bien que présent de 1937 à sa retraite en 1982 sur la plupart des productions Disney comme cadreur en post-production ou associé à la caméra multiplane, il est très rarement crédité dans les films.

## Biographie
Robert Broughton est né le 17 septembre 1917 à Berkeley,. Il fait ses études à l'Université de Californie à Los Angeles dans les domaines de la chimie, de la physique et de l'optique.
En 1937, âgé de vingt ans, il est engagé aux studios Disney à la faveur d'une confusion avec un ami d'un haut responsable, au service du courrier,. Au bout de trois semaines, le recruteur contacte le responsable et découvre son erreur mais Broughton conserve son poste qu'il effectue convenablement. Il est rapidement engagé au département des caméras et travaille sur la caméra multiplane, en collaboration avec Eustace Lycett arrivé à la même période. Il débute sur Blanche-Neige et les Sept Nains (1937) sur les prises de vues de tests. Il travaille sur les effets spéciaux photographiques de Fantasia (1940) principalement les esprits et fantômes de la séquence Une Nuit sur le Mont Chauve et les explosions de la séquence Le Sacre du printemps,. Il travaille aussi sur Pinocchio (1940) sur la profondeur de champs,.
Durant la Seconde Guerre mondiale, il est affecté à une unité de l'Office of Strategic Services sous la direction du réalisateur John Ford et travaille sur un documentaire consacré à la Bataille de Midway,. Après le conflit il retourne chez Disney comme assistant d'Ub Iwerks. Dans les années 1950, il commence à travailler sur les films en prises de vues réelles et occasionnellement sur l'émission hebdomadaire Disneyland, filmant Walt Disney.
En 1961, il fait partie de l'équipe qui développe les effets spéciaux permettant de dédoubler Hayley Mills dans La Fiancée de papa. En 1963, quand Alfred Hitchcock engage l'équipe Disney pour les effets spéciaux du film Les Oiseaux, il travaille sur les oiseaux volants et menaçants, au côté d'Ub Iwerks.
En 1964, il participe au Mary Poppins sur la composition cinématographie des peintures matte en couleur permettant à Dick Van Dyke de danser avec les pingouins,.
En 1979, il travaille sur la composition des 300 œuvres de matte painting avec les prises de vues réelles du film Le Trou noir.
En 1982, il prend sa retraite des studios Disney.
Entre 1999 et 2004 il participe à plusieurs documentaires sur les productions de Disney
En 2001, il est reconnu comme une Disney Legends.
Son fils Dan annonce sa mort dans une maison de retraite le 19 janvier 2009 à Rochester dans le Minnesota.

## Filmographie
- 1940 : Fantasia (non crédité)
- 1940 : Pinocchio (non crédité)
- 1961 : La Fiancée de papa (non crédité)
- 1964 : Mary Poppins (non crédité)
- 1979 : Le Trou noir
- 1980 : Les Yeux de la forêt
- 1982 : Tron

### Documentaires
- 1999 : La main derrière la souris - L'histoire d'Ub Iwerks
- 2001 : Walt: The Man Behind the Myth
- 2002 : The Parent Trap: Caught in the Act sur La Fiancée de papa (1961)
- 2003 : The Making of 20000 Leagues Under the Sea sur Vingt Mille Lieues sous les mers (1954)
- 2003 : That Loveable Bug sur la série La Coccinelle
- 2004 : Supercalifragilisticexpialidocious: The Making of Mary Poppins